# Vred
Vred é uma comuna francesa na região administrativa de Altos da França, no departamento do Norte. Estende-se por uma área de 3.42 km². Em 2010 a comuna tinha 1 381 habitantes (densidade: 403,8 hab./km²).